# Vorkuitzetter

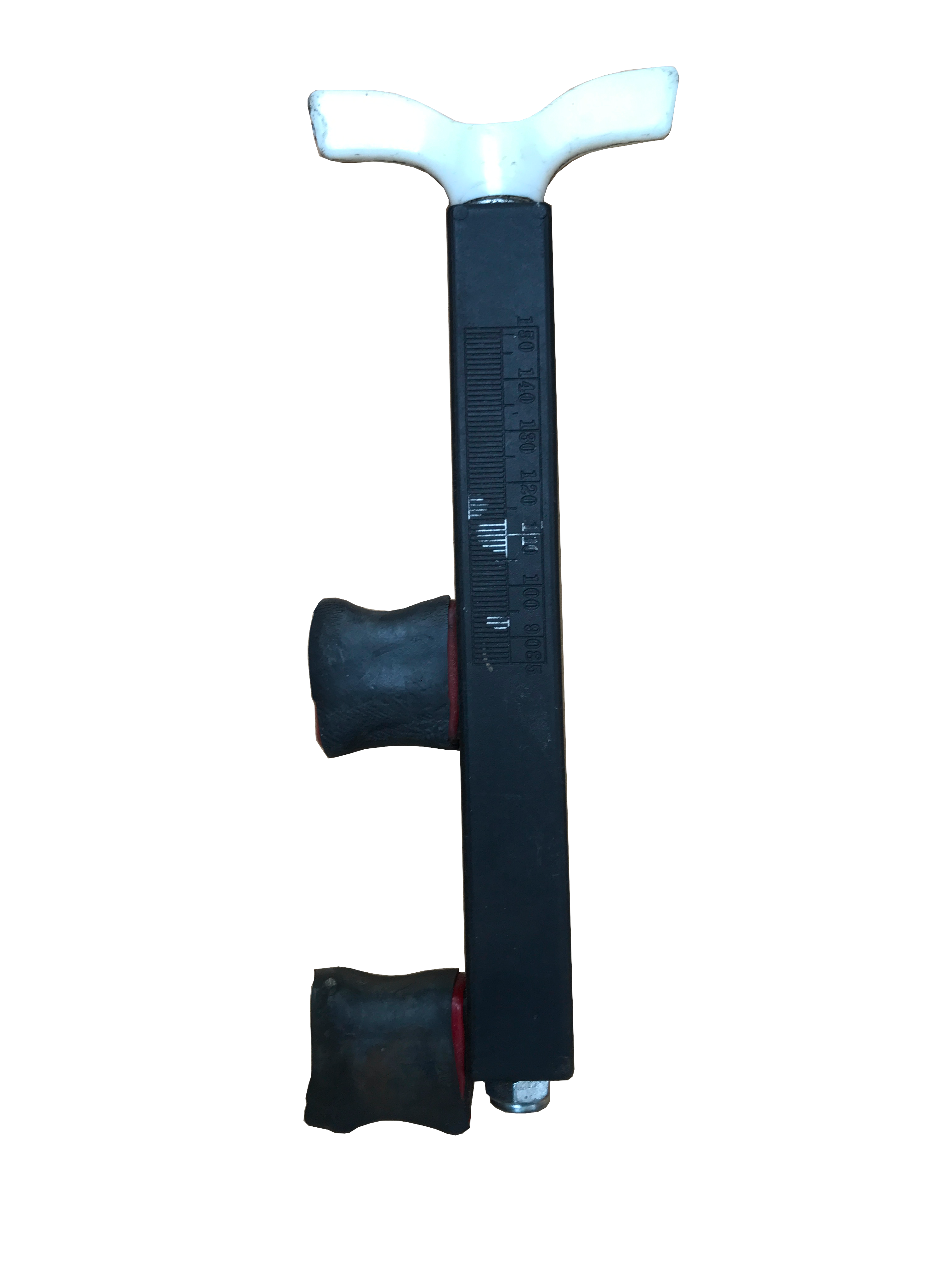
Vorkuitzetter - met de schroefhandel (bovenaan wit) kan de middenpen (zwart) verplaatst worden zodat de afstand tussen de twee zwarte pennen verandert. In de achtervork geplaatst kan deze hiermee wijder gemaakt worden.

Een vorkuitzetter is een stuk gereedschap dat gebruikt wordt om de achtervork van een fiets zodanig uit te zetten dat er ruimte ontstaat voor het vervangen van een fietsband zonder de noodzaak om het wiel uit het frame te moeten halen.  Een bandentang is een meer geavanceerd gereedschap voor hetzelfde doel.

## Voordeel
Het gebruik van een vorkuitzetter scheelt werk, omdat daardoor de fietsketting en bijbehorende kettingkast niet gedemonteerd hoeven te worden.

## Gebruiksaanwijzing
Het vervangen van een fietsachterband met behulp van een vorkuitzetter:
- Haal de buitenband van de velg met bandenlichters.
- Draai de moer van de achteras aan de linkerzijde (kant zonder tandwiel van de ketting) af (eventuele obstructies zoals remhevel en kettingspanner ook losmaken).
- Trek de te vervangen band tegen de achteras aan (een kapotte binnenband kan desgewenst ook eenvoudig doorgeknipt worden).
- Plaats de vorkuitzetter zo in de achtervork dat de te vervangen band tussen de as en de vorkuitzetter zit. Let op dat de vorkuitzetter niet tegen de spaken of de kettingkast drukt.
- Zet de vork net ver genoeg uit om de band te verwisselen.
- Verwissel de band.
- Haal de vorkuitzetter weer los. Let hierbij op dat de as weer netjes door de achtervork van het frame, ringetjes en kettingspanner e.d. gaat.
- Leg de binnen- en buitenband (zonder bandenlichters) weer om de velg.
- Draai de moer van de achteras er weer op (en monteer eventuele gedemonteerde andere onderdelen weer). Zorg dat het wiel recht is uitgelijnd.

## Beperking
Bij aluminium fietsframes mag de achtervork niet vervormd worden.